# Gąbino
Gąbino  est une localité polonaise de la gmina rurale d'Ustka située dans le powiat de Słupsk en voïvodie de Poméranie. Elle se trouve à environ 18 kilomètres au nord de Słupsk et 150 km à l'ouest de la capitale régionale Gdańsk.

## Géographie

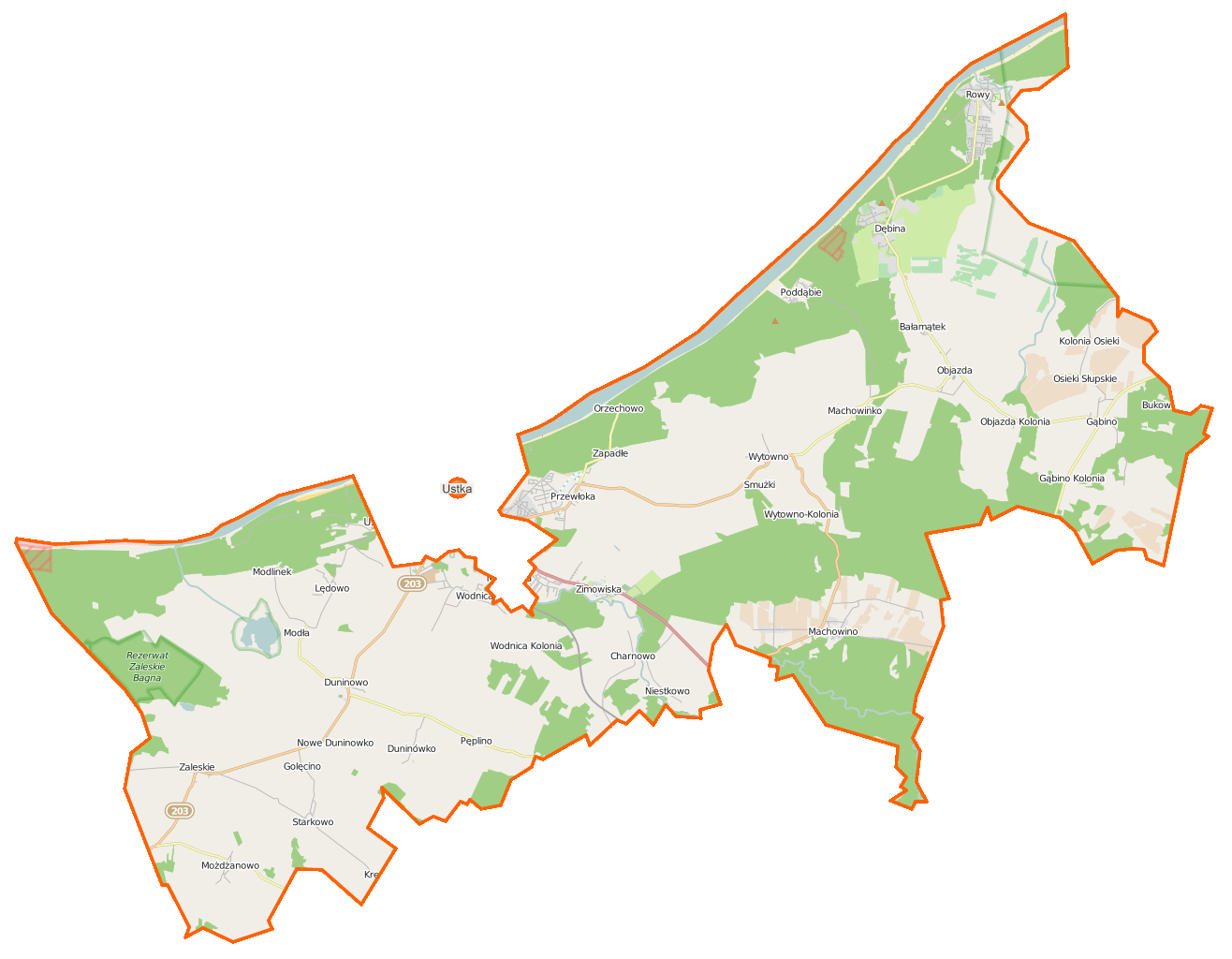
Carte de la gmina d'Ustka.

## Histoire
De 1648 à 1945, Gambin fait partie de l'arrondissement de Stolp dans le district de Köslin au sein de la province de Poméranie.